# Мефодій I Константинопольський
Св. Мефодій I або Мефодіус I (грец. Μεθόδιος Α΄), (788 , Сиракуза  — 14 червня 847 , Константинополь ) — Вселенський Патріарх Константинопольський з 4 березня 843 року по 14 червня 847 року. Він народився в Сиракузах, а помер у Константинополі. День пам'яті відзначається 14 червня як на Сході, так і на Заході.

## Життєпис
Народженого у заможних батьків, Мефодія юнаком відправили до Константинополя, щоб продовжити навчання, із надією, що він отримає призначення при дворі. Але замість цього він пішов до монастиря у Віфінії, ставши згодом ігуменом.
За імператора Лева V Вірменина (813—820) вдруге спалахнули іконоборчі гоніння. У 815 році Мефодій вирушив до Риму, можливо, як посланець скинутого патріарха Никифора. Після повернення в 821 році він був заарештований і як шанувальник ікон засланий іконоборчим режимом імператора Михаїла II. Мефодій був звільнений у 829 році і зайняв важливу посаду при дворі ще більш палкого іконоборця імператора Феофіла.
Невдовзі після смерті імператора, у 843 році, впливовий міністр Феоктист переконав імператрицю-матір Феодору, як регентшу її дворічного сина Михаїла III, дозволити реставрацію ікон, домовившись, щоб її померлого чоловіка не піддали анафемі. Потім він скинув патріарха-іконоборця Івана VII Граматика та домігся призначення Мефодія його наступником, що поклало край іконоборчій суперечці. Через тиждень після свого призначення Мефодій у супроводі Феодори, Михаїла та Феоктиста 11 березня 843 року здійснив тріумфальну процесію від церкви Влахерни до собору Святої Софії в Константинополі, відновивши ікони в церкві. Це стало провісником відновлення католицької ортодоксії та стало святом у Візантійській Церкві, яке відзначається щороку в першу неділю Великого посту та відоме як «Торжество Православ'я».
Протягом свого короткого патріаршества Мефодій намагався дотримуватися помірної лінії примирення із членами духовенства, що раніше були іконоборцями. Проти цієї політики виступили екстремісти, насамперед монахи студійського монастиря, які вимагали суворого покарання колишніх іконоборців як єретиків. Щоб приборкати екстремістів, Мефодій був змушений відлучити від церкви та заарештувати деяких більш наполегливих ченців.
Мефодій був справді добре освіченим; займався як копіюванням, так і написанням рукописів. Його окремі твори включали полеміку, агіографічні та літургійні твори, проповіді та поезію.